# Liste türkischer Exonyme für deutsche Toponyme
In dieser Liste werden Orten im deutschen Sprachraum (Städte, Länder, Flüsse etc.) die Bezeichnungen gegenübergestellt, die im Türkischen gebräuchlich sind.
| Türkische Bezeichnung | Deutscher Name      | Anmerkung                          |
| --------------------- | ------------------- | ---------------------------------- |
| Alamandağı            | Kahlenberg          |                                    |
| Almanya               | Deutschland         |                                    |
| Aşağı Avusturya       | Niederösterreich    |                                    |
| Aşağı Saksonya        | Niedersachsen       |                                    |
| Avusturya             | Österreich          |                                    |
| Bavyera               | Bayern              |                                    |
| Beç                   | Wien                | historische Bezeichnung            |
| İsviçre               | Schweiz             |                                    |
| Kaloşvar              | Klausenburg         |                                    |
| Kara Orman            | Schwarzwald         |                                    |
| Karintiya             | Kärnten             |                                    |
| Kolonya               | Köln                | veraltet                           |
| Kuzey Ren-Vestfalya   | Nordrhein-Westfalen |                                    |
| Lihtenştayn           | Liechtenstein       |                                    |
| Lüksemburg            | Luxemburg           |                                    |
| Münih                 | München             |                                    |
| Nemçe                 | Österreich          | historische osmanische Bezeichnung |
| Ren                   | Rhein               |                                    |
| Saksonya              | Sachsen             |                                    |
| Saksonya-Anhalt       | Sachsen-Anhalt      |                                    |
| Strazburg             | Straßburg           |                                    |
| Tuna                  | Donau               |                                    |
| Vin                   | Wienfluss           | historisch                         |
| Viyana                | Wien                |                                    |
| Viyana Nehri          | Wienfluss           |                                    |
| Vürtemberg            | Württemberg         |                                    |
| Yukarı Avusturya      | Oberösterreich      |                                    |
| Zürih                 | Zürich              |                                    |
| Cenevre               | Genf                |                                    |